# Кретов, Николай Васильевич
Николай Васильевич Кретов (1773 — 1839) — российский командир эпохи наполеоновских войн, генерал-лейтенант Русской императорской армии.

## Биография
Родился 12 июля 1773 года в дворянской семье Кретовых.
В апреле 1785 года был записан на воинскую службу сержантом в Преображенский лейб-гвардии полк, а в марте 1789 был переведён в Конный полк лейб-гвардии в качестве вахмистром. В 1790 году получил погоны прапорщика, а 23 октября 1798 года Кретов был произведён флигель-адъютанты.
Принимал участие в Русско-шведской войне 1788—1790 гг. и, уже в чине капитана, польских событиях 1794 года.
В 1797 года был произведён командованием в чин майора и направлен в Московский 1-й лейб-драгунский полк, с которым Кретов отважно сражался в ходе Итальянского и Швейцарского походов Александра Васильевича Суворова, в которых его заслуги были отмечены чином полковника.
31 декабря 1801 года был отправлен в отставку с присвоением звания генерал-майора.
27 июля 1806 снова поступил на воинскую службу в Свиту Его Императорского Величества.

В ходе войны четвёртой коалиции состоял при генерале Леонтии Леонтьевиче Беннигсене. Шефом Екатеринославского кирасирского полка был назначен 25 января 1807 года, а 8 апреля 1807 года удостоен ордена Святого Георгия 4-го класса № 737 
В воздаяние отличного мужества и храбрости, оказанных в сражении против французских войск 26 и 27 января при Прейсиш-Эйлау, где, находясь при генерале Бенигсене, исполнял с особенною отличностью все деланные ему от него возложения, несмотря на все опасности, в кои он притом вдавался.
С октября 1810 года был командиром 1-й бригады (Екатеринославский и Орденский кирасирские полки) 2-й кирасирской дивизии.

После вторжения Наполеона в пределы Российской империи, Кретов со своим полком, который в составе 2-й кирасирской бригады 2-й кирасирской дивизии был придан 8-му пехотному корпусу 2-й Западной армии, принимал участие в Отечественной войне 1812 года, сражался в Бородинской битве и баталии под Красным. 20 октября 1812 года был награждён орденом Святого Георгия 3-го класса № 250 
В награду за мужество и храбрость, оказанные в сражении против французских войск 26-го августа при Бородине.
После изгнания неприятеля из России в качестве командующего 2-й кирасирской дивизией принял участие в заграничном походе русской армии за отличия в котором был произведён 15 сентября 1813 года в генерал-лейтенанты.
В 1823 году Кретов был назначен сенатором, в 1831 году получил почётную отставку.
Умер 11 января 1839 года.